# Juha Salonen
Juha Heikki Salonen (Loimaa, 16 de octubre de 1961) es un deportista finlandés que compitió en judo. Ganó una medalla en el Campeonato Mundial de Judo de 1981, y tres medallas en el Campeonato Europeo de Judo entre los años 1983 y 1989.
Participó en tres Juegos Olímpicos de Verano entre los años 1984 y 1992, su mejor actuación fue un séptimo puesto logrado en Seúl 1988 en la categoría de +95 kg.

## Palmarés internacional
| Campeonato Mundial | Campeonato Mundial        | Campeonato Mundial | Campeonato Mundial |
| Año                | Lugar                     | Medalla            | Categoría          |
| ------------------ | ------------------------- | ------------------ | ------------------ |
| 1981               | Maastricht (Países Bajos) | Medalla de bronce  | +95 kg             |
| Campeonato Europeo |                           |                    |                    |
| Año                | Lugar                     | Medalla            | Categoría          |
| 1983               | París (Francia)           | Medalla de bronce  | Abierta            |
| 1985               | Hamar (Noruega)           | Medalla de bronce  | +95 kg             |
| 1989               | Helsinki (Finlandia)      | Medalla de oro     | Abierta            |